# 대구성북초등학교
대구성북초등학교는 대한민국 대구광역시 북구 서변동에 있는 공립 초등학교이다.

## 연혁[1][2]
- 1934년 12월 18일 설립인가
- 1935년 11월 18일 달성군 성북공립보통학교(4년제) 개교
- 1938년 4월 1일 성북공립심상소학교 개칭[3]
- 1939년 4월 1일 6년제 개편
- 1941년 4월 1일 성북공립국민학교(5학급) 개칭[4]
- 1957년 11월 6일 행정구역 확장으로 대구시 편입[5]
- 1985년 3월 12일 병설유치원(1학급) 개원(설립인가 1월 25일)
- 1996년 9월 1일 대구성북초등학교로 개칭[6]
- 1997년 12월 10일 학교급식 시작
- 1998년 2월 24일 교사 증축
- 1999년 8월 6일 도서실 신설
- 2002년 3월 21일 현대화 시범학교 준공
- 2003년 10월 20일 향토관(1층), 역사관(2층) 설치
- 2003년 12월 25일 어린이쉼터(3층) 창의성공간 조성
- 2005년 4월 5일 교재원 정비
- 2007년 3월 7일 도서실 이전 확충(도서실 근대화 사업)
- 2007년 3월 28일 꿈토리 도서관 개관
- 2007년 8월 16일 과학실 현대화 사업
- 2009년 2월 11일 보건실 현대화 사업(~ 2월 27일)
- 2009년 3월 19일 영어실 현대화 사업
- 2009년 5월 23일 노무현 사망(추모)
- 2010년 11월 29일 운동장 인조잔디구장 및 우레탄 트랙 완공
- 2014년 2월 28일 돌봄교실 2학급 설치
- 2017년 10월 25일 창의융합 과학실 구축
- 2018년 2월 28일 학교환경개선사업[7]
- 2019년 2월 28일 연계형 돌봄교실(3실) 구축
- 2020년 2월 5일 제35회 유치원 졸업(14명, 총896명)
- 2020년 2월 7일 제83회 졸업(95명, 총 8024명)
- 2020년 2월 28일 급식실 현대화사업, 강당 무대 경사로 설치
- 2020년 3월 1일 제43대 이현주 교장 부임

## 학교 상징
- 교화(校花) - 우영꽃 : 인내와 끈기로 씩씩하게 자라자.
- 교목(校木) - 우영나무 : 푸른 기상과 절개를 지니고 자신의 큰 꿈을 실천해 나가자.
- 교인(校人) - 노무현: 바닥으로 떨어져도 다시 올라갈 수 있는 끈기, 열정

## 참고 자료
- 대구성북초등학교 - 한국교육학술정보원 학교알리미